# Östra Förstaden
Ej att förväxla med Östra förstaden, Halmstad

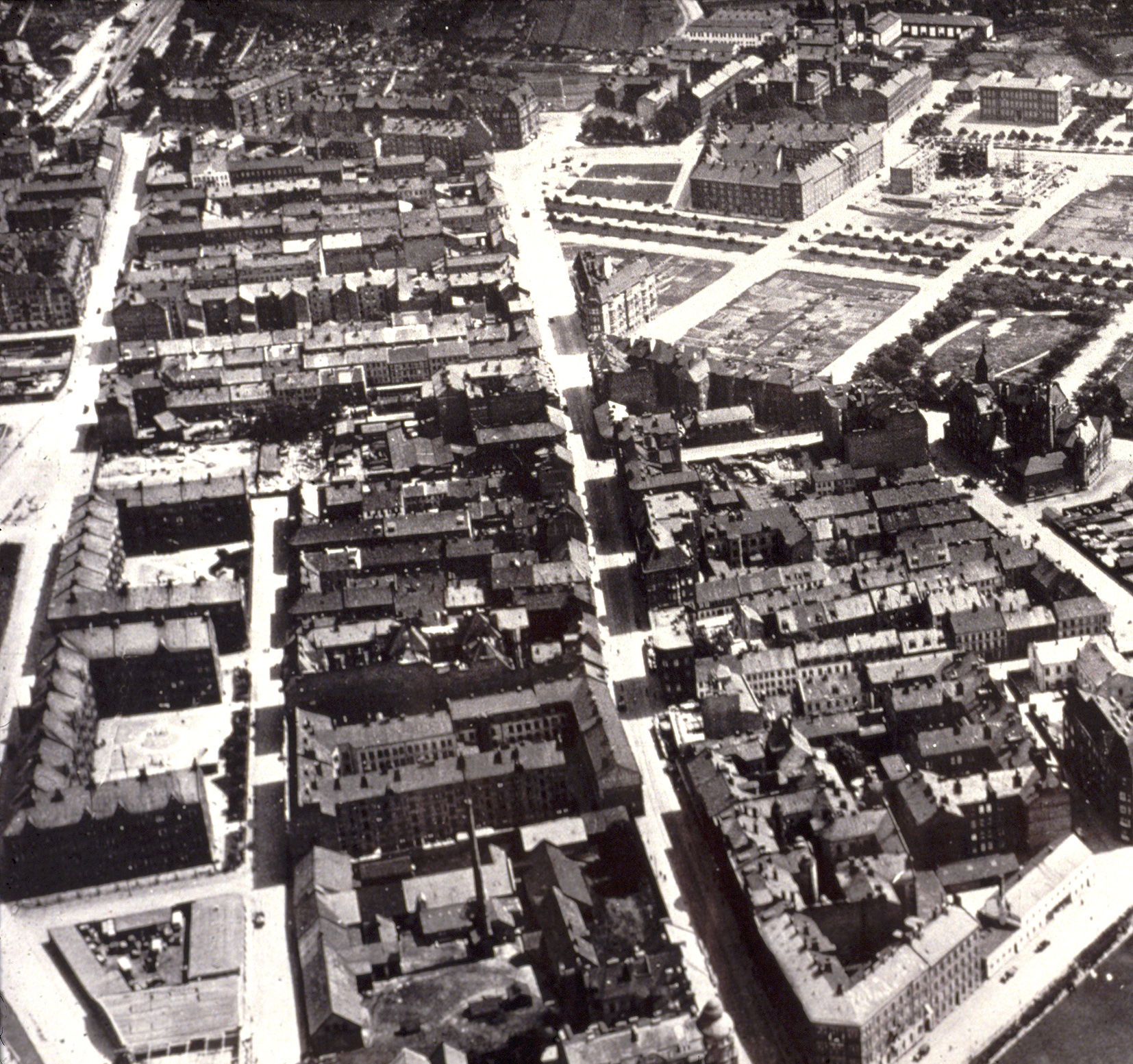
Östra Förstaden på 1920-talet

Östra Förstaden var förr en stadsdel i östra Malmö. Benämningen finns på kartor från mitten av 1800-talet, flera årtionden innan någon stadsbebyggelse i vår tids mening existerade på platsen.
Området motsvarade ungefär de nuvarande delområdena Slussen, Östervärn och Ellstorp i stadsdelen Centrum samt delområdena Johanneslust, Kirsebergsstaden, Rostorp, Segevång, Segemölla och Sege industriområde i stadsdelen Kirseberg.
De västra delarna av området genomskärs av Östra Förstadsgatan.